# Takahito Sōma
Takahito Sōma (jap. 相馬 崇人, Sōma Takahito, * 10. Dezember 1981 in Kawasaki) ist ein japanischer Fußballspieler, der seit 2011 bei Vissel Kōbe in der 1. japanischen Liga spielt.
Er begann seine Profikarriere bei Tokyo Verdy 1969. Er spielte dort von 2003 bis 2005. Er gewann im Jahr 2004 mit Verdy den Kaiserpokal. Im Jahr 2005 wechselte er zu den Urawa Red Diamonds. Dort konnte er in seiner ersten Saison gleich Japanischer Meister, SuperCup-Sieger und zum zweiten Mal Kaiserpokal-Sieger werden. Ein Jahr später gewann er mit dem Team die AFC Champions League. Zudem nahm er im Jahr 2007 an der FIFA-Klub-Weltmeisterschaft teil. Nach Ende des Vertrags im Jahr 2008 wechselte er in die portugiesische Liga zu Marítimo Funchal. Seit Juli 2010 spielte Sōma bei Energie Cottbus und absolvierte 21 Spiele. Nachdem er im Juni 2011 nicht von einem Heimaturlaub aus Japan zurückkehrte, wurde der Vertrag mit Sōma aufgelöst. Ab der Saison 2011/12 wird Soma wieder in seiner Heimat bei Vissel Kōbe spielen.